# Villecomtal
Ne doit pas être confondu avec Villecomtal-sur-Arros.
Villecomtal est une commune française située dans le département de l'Aveyron, en région Occitanie.
Le patrimoine architectural de la commune comprend deux  immeubles protégés au titre des monuments historiques : la chapelle de Servières, inscrite en 1992, et la Porte de ville, inscrite en 1992.

## Géographie

### Localisation
La commune est située dans le Rougier sur le Dourdou de Conques dont le nom provient de Eau troublée.
| - OpenStreetMap Limite communale. |

### Communes limitrophes
Les communes limitrophes sont Campuac, Mouret, Muret-le-Château, Rodelle, Saint-Félix-de-Lunel et Sébrazac.

### Hydrographie

#### Réseau hydrographique

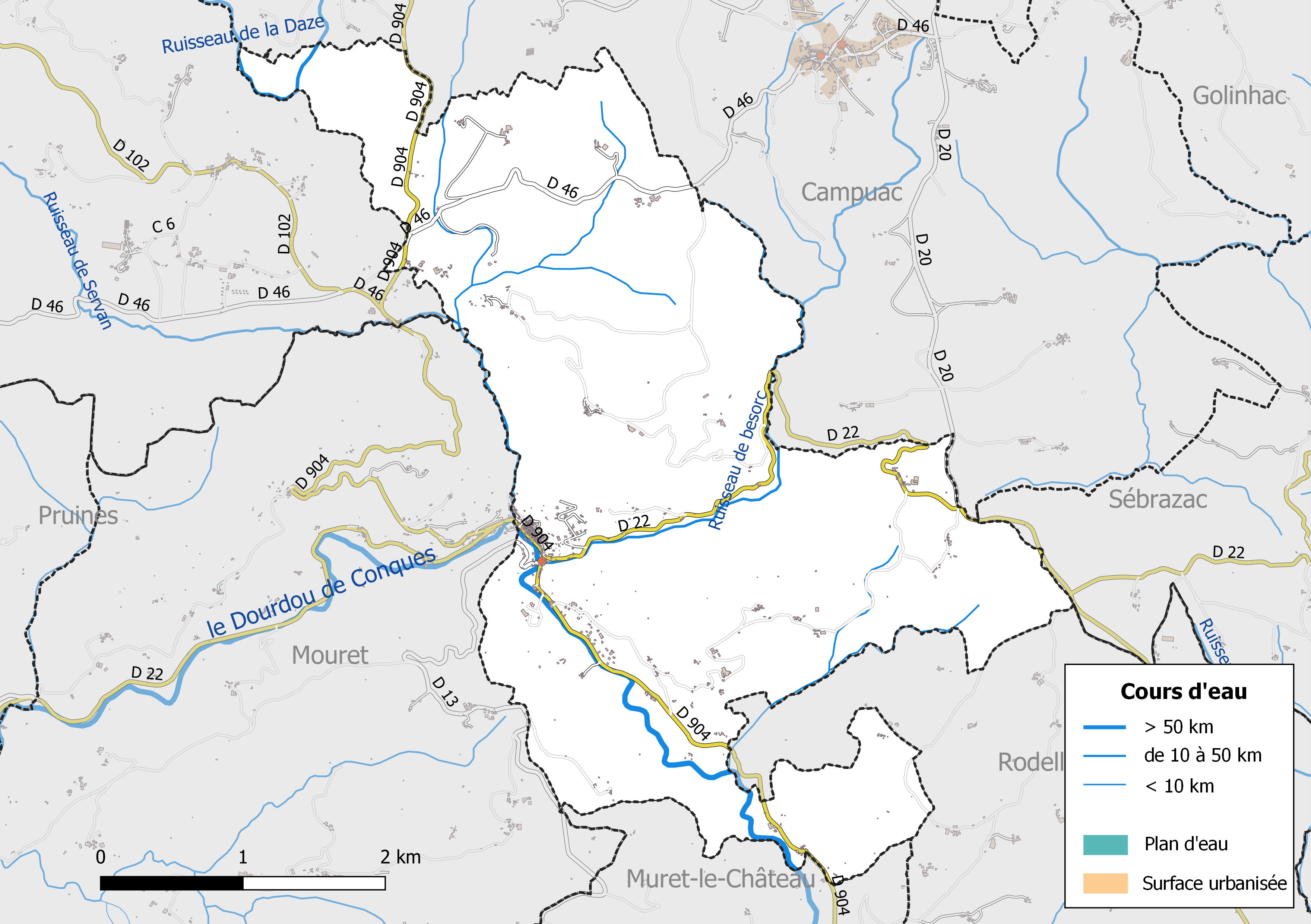
Réseaux hydrographique et routier de Villecomtal.

La commune est drainée par le Dourdou de Conques, le Ruisseau de la Daze, le ruisseau de besorc, le ruisseau de Servan, le ruisseau de Broussous, le ruisseau de Couffiniès et par divers petits cours d'eau.
Le Dourdou de Conques, d'une longueur totale de 83,7 km, prend sa source dans la commune de Lassouts et se jette  dans le Lot  à Conques-en-Rouergue, après avoir arrosé 12 communes.
Le Ruisseau de la Daze, d'une longueur totale de 13,3 km, prend sa source dans la commune de Campuac et se jette  dans le Lot à Sénergues, après avoir arrosé 6 communes.

#### Gestion des cours d'eau
La gestion des cours d’eau situés dans le bassin de l’Aveyron est assurée par l’établissement public d'aménagement et de gestion des eaux (EPAGE) Aveyron amont, créé le 1er janvier 2017, en remplacement du syndicat mixte du bassin versant Aveyron amont,,.

### Climat
Pour des articles plus généraux, voir Climat de l'Occitanie et Climat de l'Aveyron.
En 2010, le climat de la commune est de type climat océanique altéré, selon une étude s'appuyant sur une série de données couvrant la période 1971-2000. En 2020, Météo-France publie une typologie des climats de la France métropolitaine dans laquelle la commune est exposée à un climat de montagne et est dans la région climatique Sud-est du Massif Central, caractérisée par une pluviométrie annuelle de 1 000 à 1 500 mm, minimale en été, maximale en automne.
Pour la période 1971-2000, la température annuelle moyenne est de 12,5 °C, avec une amplitude thermique annuelle de 16,2 °C. Le cumul annuel moyen de précipitations est de 1 034 mm, avec 11,2 jours de précipitations en janvier et 6,4 jours en juillet. Pour la période 1991-2020, la température moyenne annuelle observée sur la station météorologique la plus proche, située sur la commune d'Entraygues-sur-Truyère à 12 km à vol d'oiseau, est de 13,3 °C et le cumul annuel moyen de précipitations est de 1 116,3 mm,. Pour l'avenir, les paramètres climatiques de la commune estimés pour 2050 selon différents scénarios d'émission de gaz à effet de serre sont consultables sur un site dédié publié par Météo-France en novembre 2022.

### Milieux naturels et biodiversité
L’inventaire des zones naturelles d'intérêt écologique, faunistique et floristique (ZNIEFF) a pour objectif de réaliser une couverture des zones les plus intéressantes sur le plan écologique, essentiellement dans la perspective d’améliorer la connaissance du patrimoine naturel national et de fournir aux différents décideurs un outil d’aide à la prise en compte de l’environnement dans l’aménagement du territoire.
Le territoire communal de Villecomtal comprend une ZNIEFF de type 1,, 
le « Boisement de la Tissanderie » (47,8 ha), couvrant 2 communes du département
, et une ZNIEFF de type 2,, 
la « Vallée du Dourdou » (5 964 ha), qui s'étend sur 16 communes de l'Aveyron.

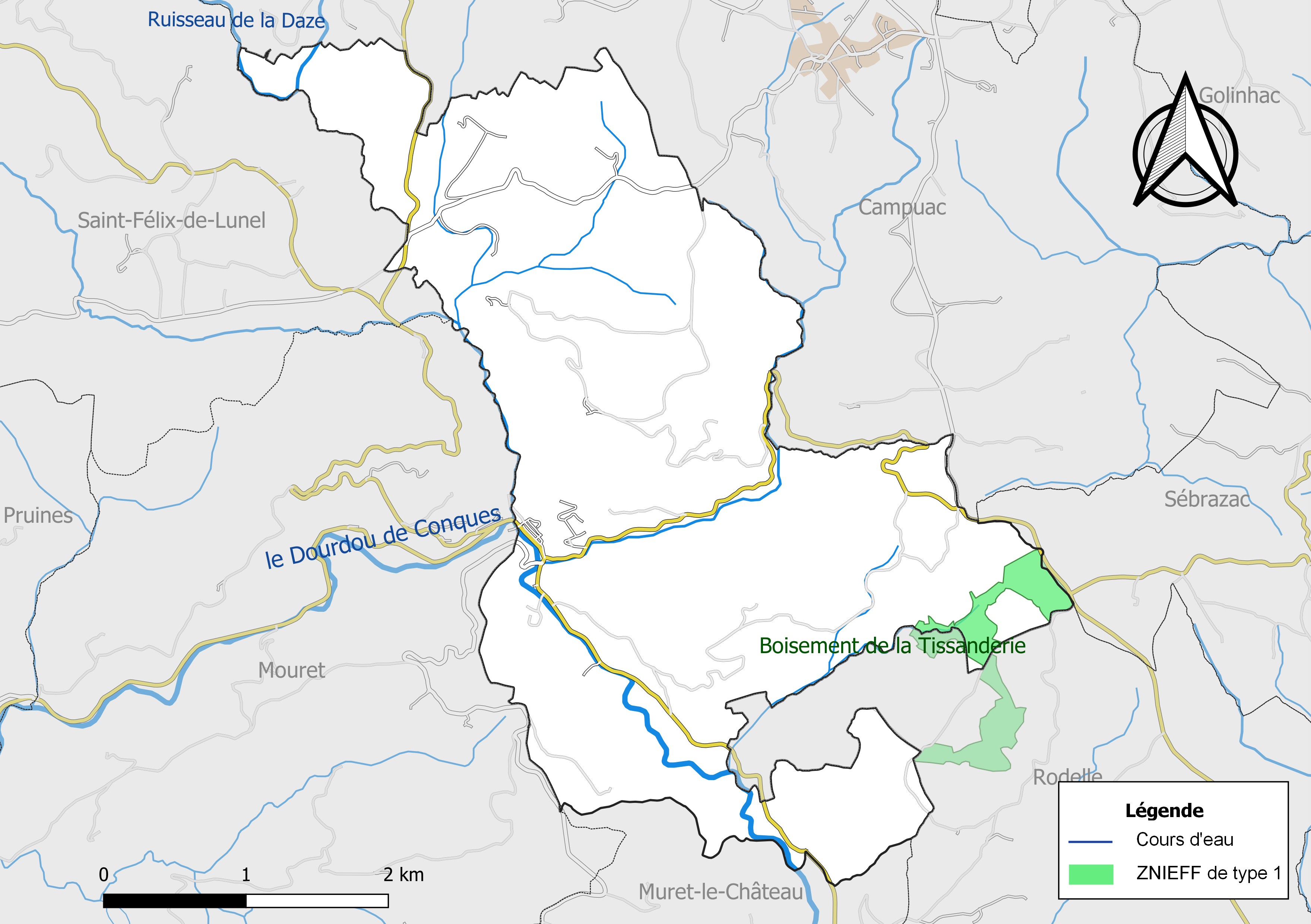
Carte de la ZNIEFF de type 1 de la commune.
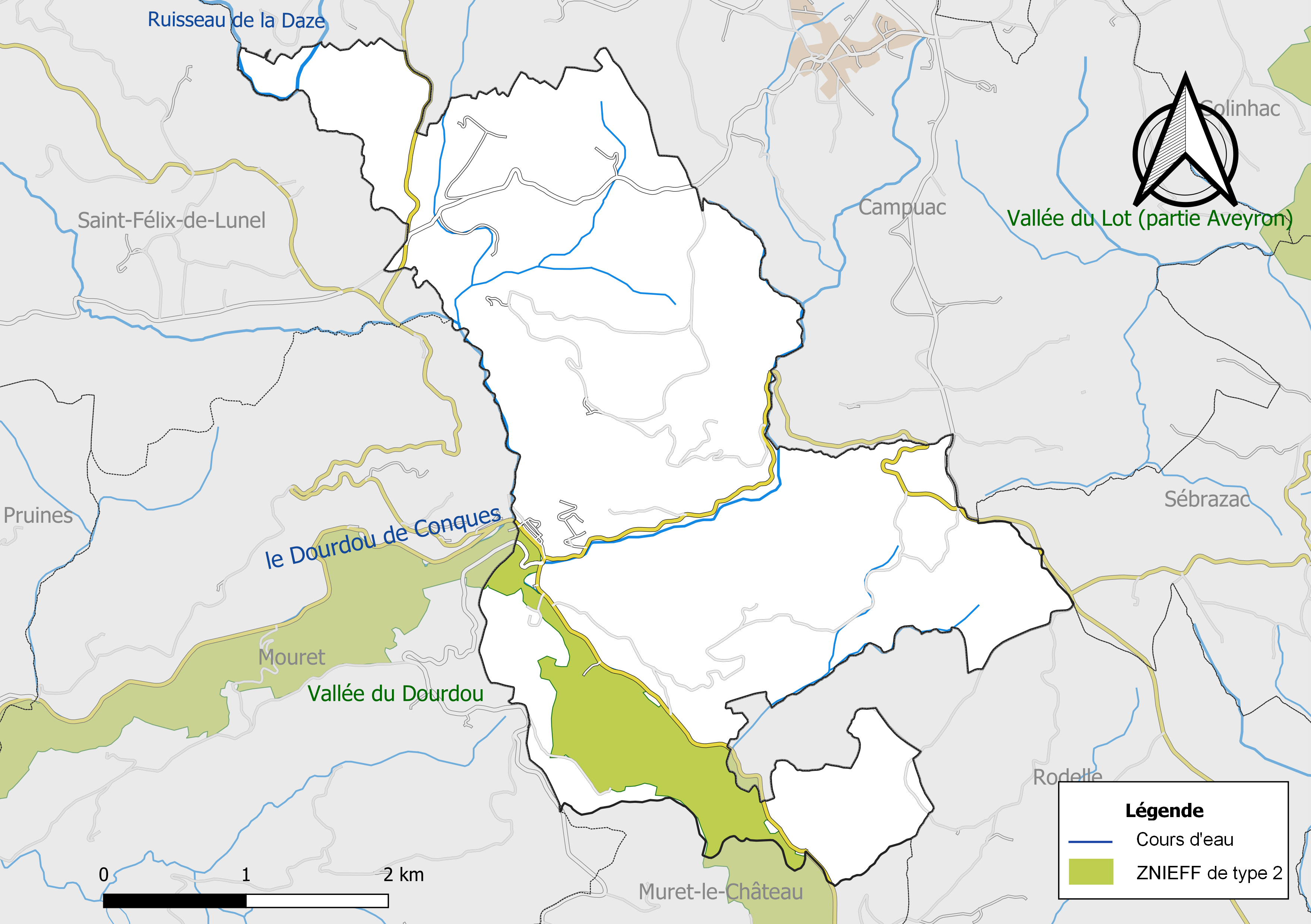
Carte de la ZNIEFF de type 2 de la commune.

## Urbanisme

### Typologie
Au 1er janvier 2024, Villecomtal est catégorisée commune rurale à habitat dispersé, selon la nouvelle grille communale de densité à 7 niveaux définie par l'Insee en 2022.
Elle est située hors unité urbaine. Par ailleurs la commune fait partie de l'aire d'attraction de Rodez, dont elle est une commune de la couronne,. Cette aire, qui regroupe 68 communes, est catégorisée dans les aires de 50 000 à moins de 200 000 habitants,.

### Occupation des sols

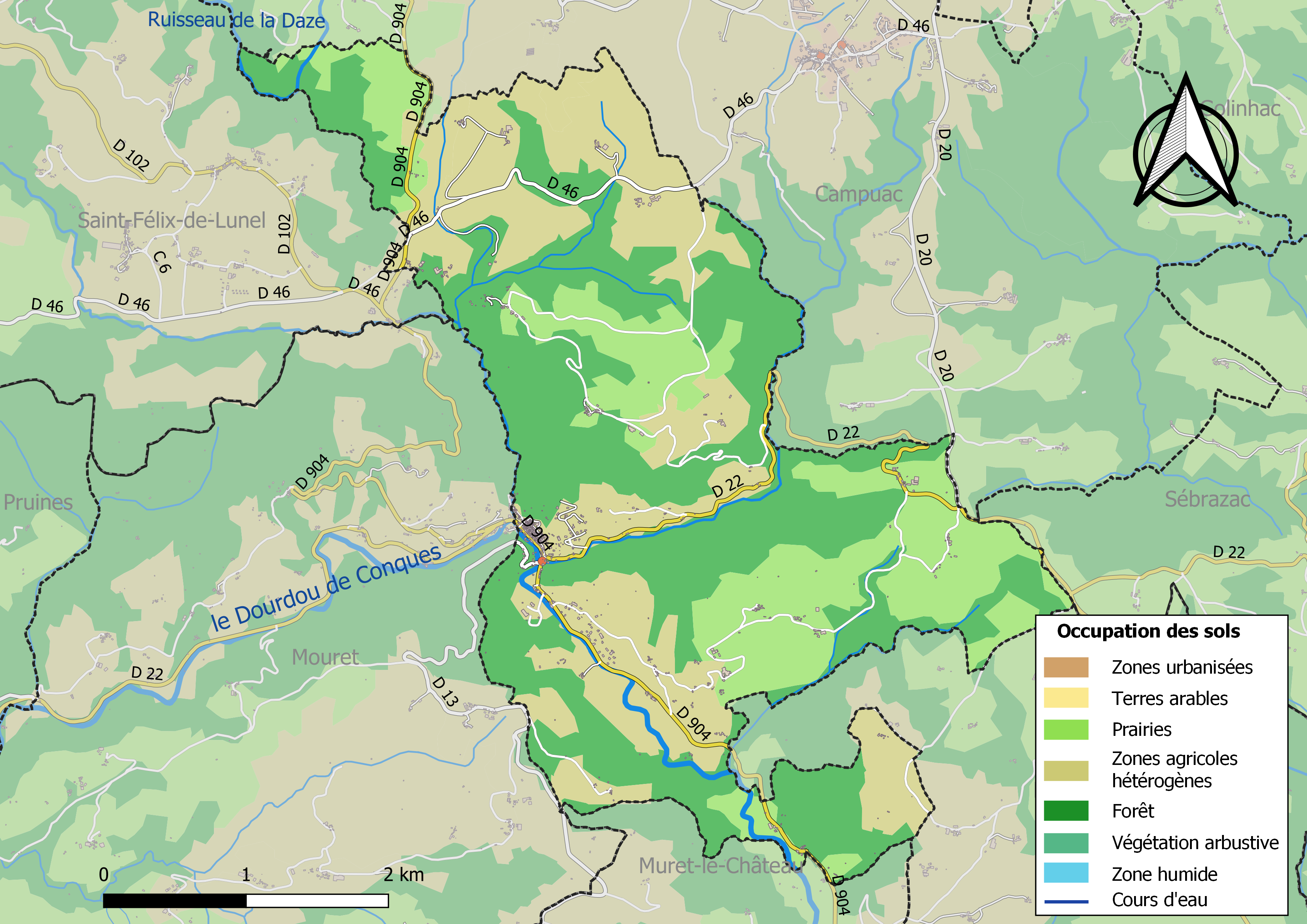
Infrastructures et occupation des sols de la commune de Villecomtal.

L'occupation des sols de la commune, telle qu'elle ressort de la base de données européenne d’occupation biophysique des sols Corine Land Cover (CLC), est marquée par l'importance des territoires agricoles (54,2 % en 2018), en augmentation par rapport à 1990 (48,9 %). La répartition détaillée en 2018 est la suivante : 
forêts (45,8 %), zones agricoles hétérogènes (31,2 %), prairies (23,1 %).

### Planification
La commune disposait en 2017 d'une carte communale approuvée.

### Risques majeurs
Le territoire de la commune de Villecomtal est vulnérable à différents aléas naturels : inondations, climatiques (hiver exceptionnel ou canicule), feux de forêts et séisme (sismicité faible).
Il est également exposé à deux risques particuliers, les risques radon et minier,.

#### Risques naturels

Zones inondables de la commune de Villecomtal.

Certaines parties du territoire communal sont susceptibles d’être affectées par le risque d’inondation par débordement du Dourdou de Conques. Les dernières grandes crues historiques, ayant touché plusieurs parties du département, remontent aux 3 et 4 décembre 2003 (dans les bassins du Lot, de l'Aveyron, du Viaur et du Tarn) et au 28 novembre 2014 (bassins de la Sorgues et du Dourdou). Ce risque est pris en compte dans l'aménagement du territoire de la commune par le biais du Plan de prévention du risque inondation (PPRI) du bassin du « Dourdou de Conques Amont», approuvé le 27 octobre 2014.
Le Plan départemental de protection des forêts contre les incendies découpe le département de l’Aveyron en sept « bassins de risque » et définit une sensibilité des communes à l’aléa feux de forêt (de faible à très forte). La commune est classée en sensibilité faible.

#### Risques particuliers
La commune est concernée par le risque minier, principalement lié à l’évolution des cavités souterraines laissées à l’abandon et sans entretien après l’exploitation des mines.
Dans plusieurs parties du territoire national, le radon, accumulé dans certains logements ou autres locaux, peut constituer une source significative d’exposition de la population aux rayonnements ionisants. Toutes les communes du département sont concernées par le risque radon à un niveau plus ou moins élevé. Selon le dossier départemental des risques majeurs du département établi en 2013, la commune de Villecomtal est classée à risque moyen à élevé. Un décret du 4 juin 2018 a modifié la terminologie du zonage définie dans le code de la santé publique et a été complété par un arrêté du 27 juin 2018 portant délimitation des zones à potentiel radon du territoire français. La commune est désormais en zone 3, à savoir zone à potentiel radon significatif.

## Toponymie
Durant la Révolution, la commune porte le nom de Dordon.

## Histoire
Ce village fut fondé vers 1295 par Henri II, comte de Rodez. Au XVe siècle, il fut entouré d'une muraille avec comme vestige « Le Portal Bas ». Ce porche fermait l'extrémité nord de la rue principale appelée « la rue droite ».
En 1801, les prêtres réfractaires qui refusèrent le Concordat (mettant fin à la constitution civile du clergé) créèrent « La Petit église ». Villecomtal était au centre de ce mouvement réfractaire  par le biais des Enfarinés (ils se poudraient les cheveux), les prêtres se cachaient et donnaient leurs offices dans des lieux secrets. En Aveyron, le préfet De Guizard ne fut pas trop zélé car sa mère était une Enfarinée.
Il est enterré à Villecomtal, avec son épouse, la peintre Clémence Dufresne. Leur tombe est visible dans le parc situé près de l'église
Non loin de l'église, une maison en l'honneur de la République fut bâtie par Clément Douranjou, rehaussée d'une Marianne sur la façade ornée de drapeaux tricolores peints. La Marianne fut détruite par des jets de pierres d'enfants, soi-disant voués à la cause de l'église et anti-républicains. La Marianne fut remplacée en 1995 par son petit-fils, lui-même boucher, grâce au don d'une statue effectué par le curé du village.
Ces différences de point de vue quant à la république sont toujours bien vivantes. De même que la création récente d'une maison des enfarinés célèbre un certain intégrisme religieux désuet, mais bien vivant.

## Politique et administration

### Découpage territorial
La commune de Villecomtal est membre de la communauté de communes Comtal Lot et Truyère, un établissement public de coopération intercommunale (EPCI) à fiscalité propre créé le 1er janvier 2017 dont le siège est à Espalion. Ce dernier est par ailleurs membre d'autres groupements intercommunaux.
Sur le plan administratif, elle est rattachée à l'arrondissement de Rodez, au département de l'Aveyron et à la région Occitanie. Sur le plan électoral, elle dépend du  canton de Lot et Truyère pour l'élection des conseillers départementaux, depuis le redécoupage cantonal de 2014 entré en vigueur en 2015, et de la première circonscription de l'Aveyron  pour les élections législatives, depuis le dernier découpage électoral de 2010.

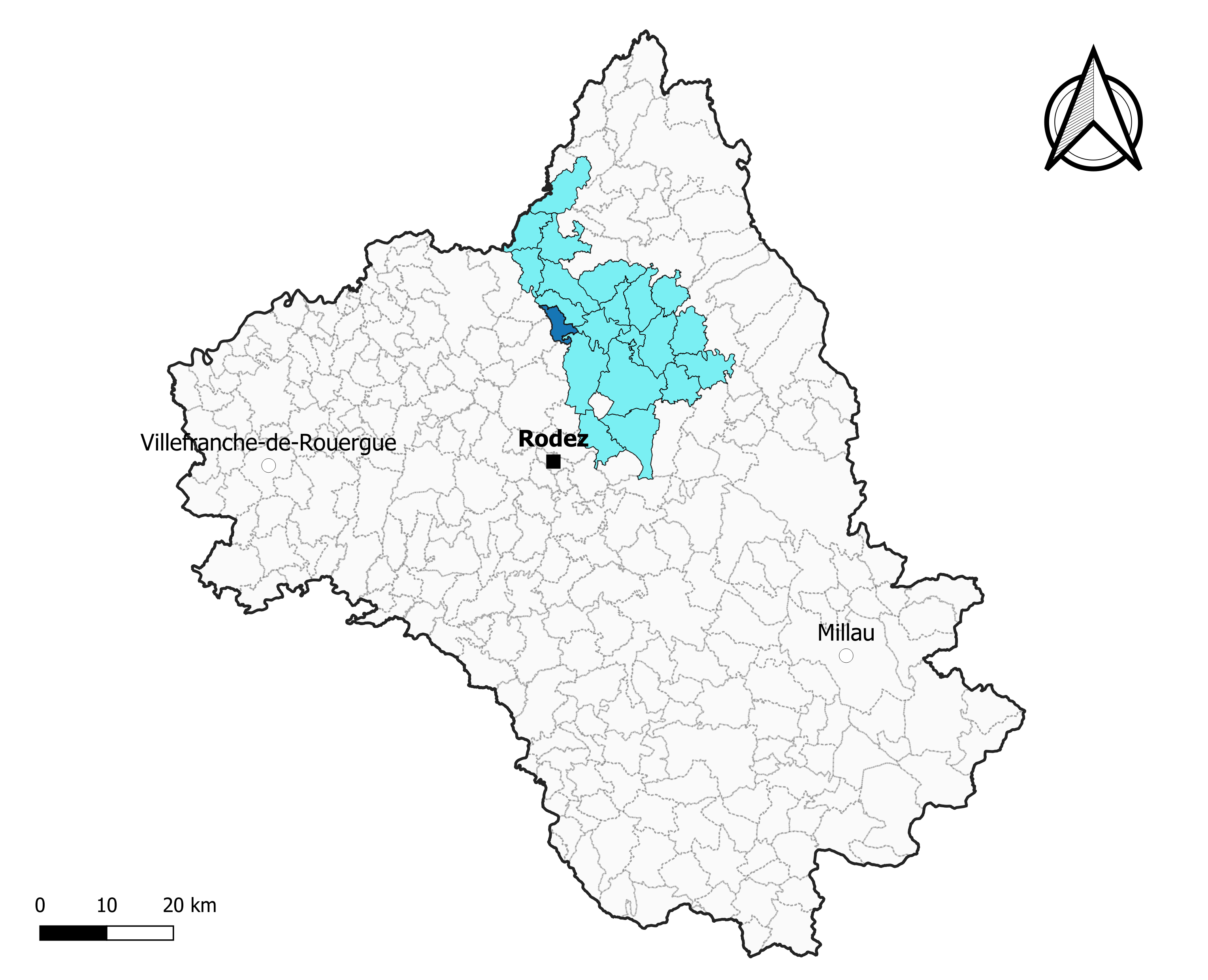
Villecomtal dans l'intercommunalité en 2020.
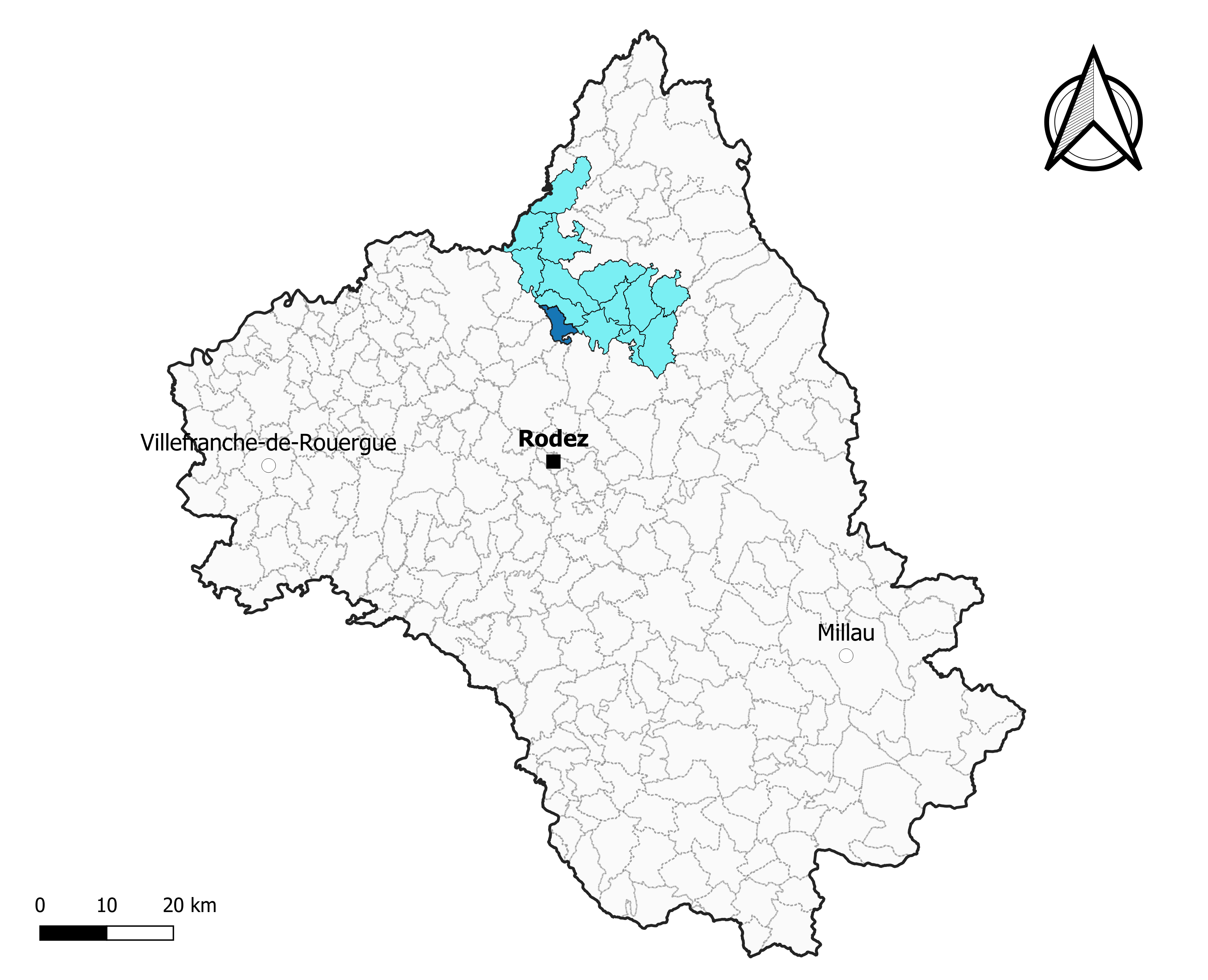
Villecomtal dans le canton de Lot et Truyère en 2020.
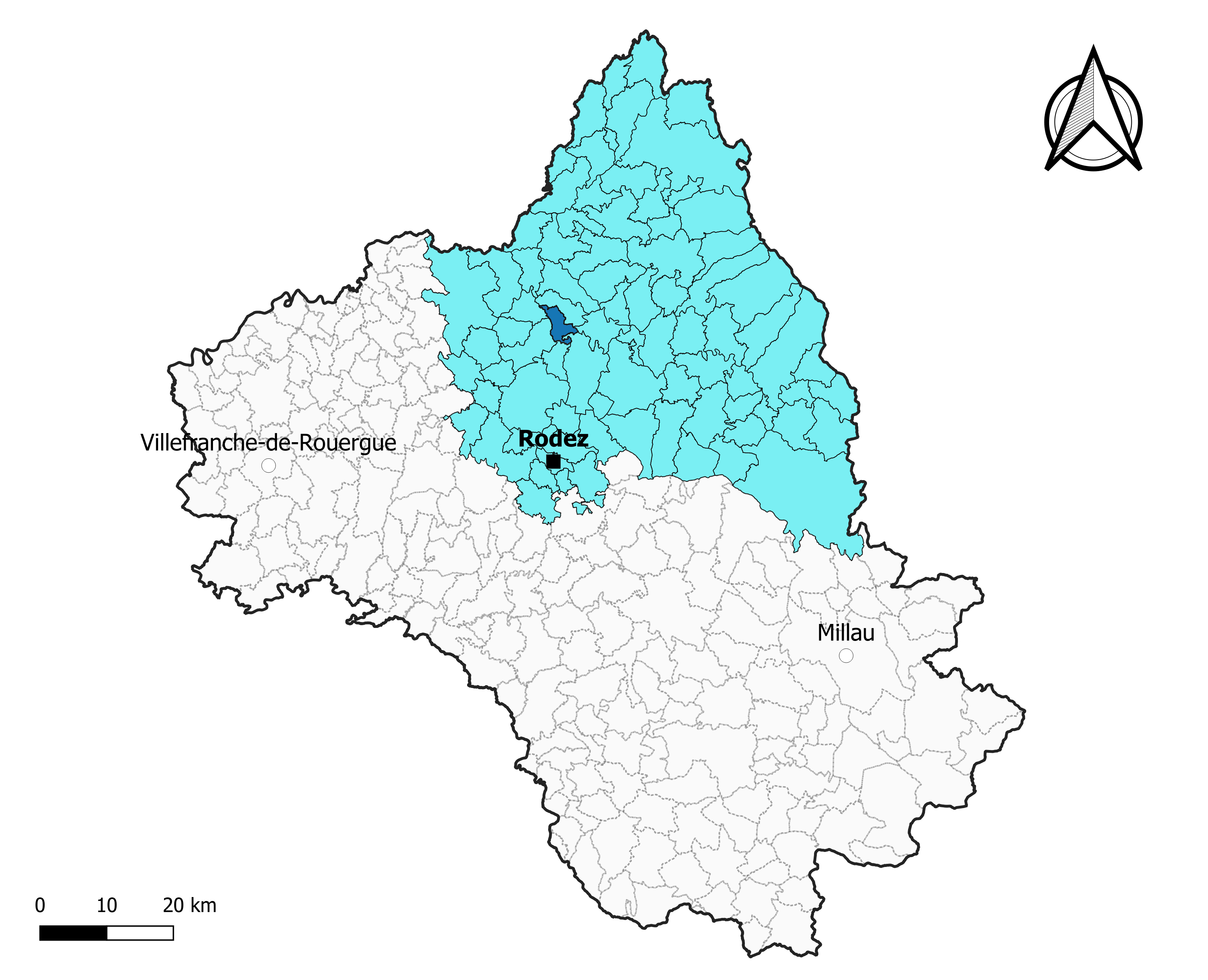
Villecomtal dans l'arrondissement de Rodez en 2020.

### Élections municipales et communautaires

#### Élections de 2020
Le conseil municipal de Villecomtal, commune de moins de 1 000 habitants, est élu au scrutin majoritaire plurinominal à deux tours avec candidatures isolées ou groupées et possibilité de panachage. Compte tenu de la population communale, le nombre de sièges à pourvoir lors des élections municipales de 2020 est de 11. Sur les douze candidats en lice, onze sont élus dès le premier tour, le 15 mars 2020, correspondant à la totalité des sièges à pourvoir, avec un taux de participation de 48,05 %.
Patrice Philoreau est élu nouveau maire de la commune le 25 mai 2020.
Dans les communes de moins de 1 000 habitants, les conseillers communautaires sont désignés parmi les conseillers municipaux élus en suivant l’ordre du tableau (maire, adjoints puis conseillers municipaux) et dans la limite du nombre de sièges attribués à la commune au sein du conseil communautaire. Deux sièges sont attribués à la commune au sein de la communauté de communes Comtal Lot et Truyère.

#### Liste des maires
| Période                                  | Période  | Identité                | Étiquette | Qualité                  |
| ---------------------------------------- | -------- | ----------------------- | --------- | ------------------------ |
| 1892                                     | 1912     | Emile Bieulac           |           |                          |
| 1912                                     | 1919     | Eugène Salesses         |           |                          |
| 1919                                     | 1951     | Joseph Vidal            |           |                          |
| 1951                                     | 1959     | Jean Bories             |           |                          |
| 1959                                     | 1971     | Adrien De Vigouroux     |           |                          |
| 1971                                     | 1993     | Emile Guyot             |           |                          |
| 1993                                     | 1995     | André Burg              |           | Artisan                  |
| 1995                                     | 2001     | Philippe de Rouveray    |           |                          |
| 2001                                     | mai 2020 | Jean-François Pradalier |           | Entrepreneur en bâtiment |
| mai 2020                                 | En cours | Patrice Philoreau,      |           | Technicien               |
| Les données manquantes sont à compléter. |          |                         |           |                          |

## Démographie
L'évolution du nombre d'habitants est connue à travers les recensements de la population effectués dans la commune depuis 1793. Pour les communes de moins de 10 000 habitants, une enquête de recensement portant sur toute la population est réalisée tous les cinq ans, les populations de référence des années intermédiaires étant quant à elles estimées par interpolation ou extrapolation. Pour la commune, le premier recensement exhaustif entrant dans le cadre du nouveau dispositif a été réalisé en 2007.

En 2022, la commune comptait 426 habitants, en évolution de +6,77 % par rapport à 2016 (Aveyron : +0,37 %, France hors Mayotte : +2,11 %).
| 1793 | 1800 | 1806  | 1821  | 1831  | 1836  | 1841  | 1846  | 1851  |
| ---- | ---- | ----- | ----- | ----- | ----- | ----- | ----- | ----- |
| 767  | 733  | 1 592 | 1 458 | 1 758 | 2 001 | 1 971 | 1 948 | 2 047 |

| 1856  | 1861  | 1866  | 1872  | 1876  | 1881  | 1886  | 1891  | 1896  |
| ----- | ----- | ----- | ----- | ----- | ----- | ----- | ----- | ----- |
| 1 101 | 1 093 | 1 079 | 1 123 | 1 094 | 1 120 | 1 049 | 1 041 | 1 033 |

| 1901 | 1906 | 1911 | 1921 | 1926 | 1931 | 1936 | 1946 | 1954 |
| ---- | ---- | ---- | ---- | ---- | ---- | ---- | ---- | ---- |
| 987  | 897  | 815  | 719  | 769  | 768  | 777  | 741  | 677  |

| 1962 | 1968 | 1975 | 1982 | 1990 | 1999 | 2006 | 2007 | 2012 |
| ---- | ---- | ---- | ---- | ---- | ---- | ---- | ---- | ---- |
| 583  | 520  | 468  | 458  | 418  | 419  | 436  | 438  | 378  |

| 2017 | 2022 | - | - | - | - | - | - | - |
| ---- | ---- | - | - | - | - | - | - | - |
| 403  | 426  | - | - | - | - | - | - | - |

## Économie

### Revenus
En 2018  (données Insee publiées en septembre 2021), la commune compte 191 ménages fiscaux, regroupant 407 personnes. La médiane du revenu disponible par unité de consommation est de 19 790 € (20 640 € dans le département).

### Emploi
| Division       | 2008  | 2013  | 2018  |
| -------------- | ----- | ----- | ----- |
| Commune        | 3,9 % | 9,1 % | 9,6 % |
| Département    | 5,4 % | 7,1 % | 7,1 % |
| France entière | 8,3 % | 10 %  | 10 %  |

En 2018, la population âgée de 15 à 64 ans s'élève à 252 personnes, parmi lesquelles on compte 78,8 % d'actifs (69,2 % ayant un emploi et 9,6 % de chômeurs) et 21,2 % d'inactifs,. En  2018, le taux de chômage communal (au sens du recensement) des 15-64 ans est supérieur à celui du département, mais inférieur à celui de la France, alors qu'il était inférieur à celui du département et de la France en 2008.
La commune fait partie de la couronne de l'aire d'attraction de Rodez, du fait qu'au moins 15 % des actifs travaillent dans le pôle,. Elle compte 101 emplois en 2018, contre 95 en 2013 et 114 en 2008. Le nombre d'actifs ayant un emploi résidant dans la commune est de 175, soit un indicateur de concentration d'emploi de 58 % et un taux d'activité parmi les 15 ans ou plus de 56,6 %.
Sur ces 175 actifs de 15 ans ou plus ayant un emploi, 61 travaillent dans la commune, soit 35 % des habitants. Pour se rendre au travail, 80,3 % des habitants utilisent un véhicule personnel ou de fonction à quatre roues, 0,6 % les transports en commun, 5,8 % s'y rendent en deux-roues, à vélo ou à pied et 13,3 % n'ont pas besoin de transport (travail au domicile).

### Activités hors agriculture
52 établissements sont implantés  à Villecomtal au 31 décembre 2019. Le tableau ci-dessous en détaille le nombre par secteur d'activité et compare les ratios avec ceux du département,.
| Secteur d'activité                                                                                        | Commune | Commune | Département |
| Secteur d'activité                                                                                        | Nombre  | %       | %           |
| --- | ------- | ------- | ----------- |
| Ensemble                                                                                                  | 52      |         |             |
| Industrie manufacturière, industries extractives et autres                                                | 9       | 17,3 %  | (17,7 %)    |
| Construction                                                                                              | 9       | 17,3 %  | (13 %)      |
| Commerce de gros et de détail, transports, hébergement et restauration                                    | 12      | 23,1 %  | (27,5 %)    |
| Information et communication                                                                              | 2       | 3,8 %   | (1,5 %)     |
| Activités immobilières                                                                                    | 3       | 5,8 %   | (4,2 %)     |
| Activités spécialisées, scientifiques et techniques et activités de services administratifs et de soutien | 7       | 13,5 %  | (12,4 %)    |
| Administration publique, enseignement, santé humaine et action sociale                                    | 6       | 11,5 %  | (12,7 %)    |
| Autres activités de services                                                                              | 4       | 7,7 %   | (7,8 %)     |

Le secteur du commerce de gros et de détail, des transports, de l'hébergement et de la restauration est prépondérant sur la commune puisqu'il représente 23,1 % du nombre total d'établissements de la commune (12 sur les 52 entreprises implantées  à Villecomtal), contre 27,5 % au niveau départemental.

### Agriculture
|               | 1988 | 2000 | 2010 | 2020 |
| ------------- | ---- | ---- | ---- | ---- |
| Exploitations | 37   | 20   | 16   | 9    |
| SAU (ha)      | 684  | 718  | 628  | 371  |

La commune est dans le Rougier de Marcillac, une petite région agricole située dans le nord-ouest du département de l'Aveyronet correspondant au haut bassin du Dourdou de Conques. En 2020, l'orientation technico-économique de l'agriculture  sur la commune est l'élevage bovin, orientation mixte lait et viande. Neuf exploitations agricoles ayant leur siège dans la commune sont dénombrées lors du recensement agricole de 2020 (37 en 1988). La superficie agricole utilisée est de 371 ha,,.

## Culture locale et patrimoine

### Lieux et monuments
Le village possède un porche en grès rouge, ainsi qu'un château et un musée de fossiles et minéraux dont certaines très rares.
- Porte de la ville du XIVe siècle  Inscrit MH (1992)[47].
- Dans l'église Saint-Barthélemy de Villecomtal, on trouve un calice du 1er quart du XVIIIe siècle  Inscrit MH (1938)[48].
- Église Saint-Beauzély de Segonzac.
- Chapelle Saint-Blaise de Servières du XIIe, XIVe et XVIe siècles  Inscrit MH (1992)[49]. Cette dernière renferme :
  - une cloche du  1er quart du XVIIIe siècle  Inscrit MH (1943)[50] ;
  - une châsse du   XIIIe siècle  Inscrit MH (1938)[51] ;
  - une croix de procession du XIVe siècle  Inscrit MH (1979)[52].
- Le Château de Villecomtal, qui est situé dans le bourg.
- Le Château del Puech, qui a appartenu à la famille del Puech et auparavant à la famille de Pruines, puis Goudal, de Roquefeuil et Gauthier de Savignac (Aveyron).
- Le Château de la Guizardie, qui a appartenu à la famille de Guizard, puis de Blanc de Guizard.
- Les caves non loin de l'AOC Marcillac.

Le porche
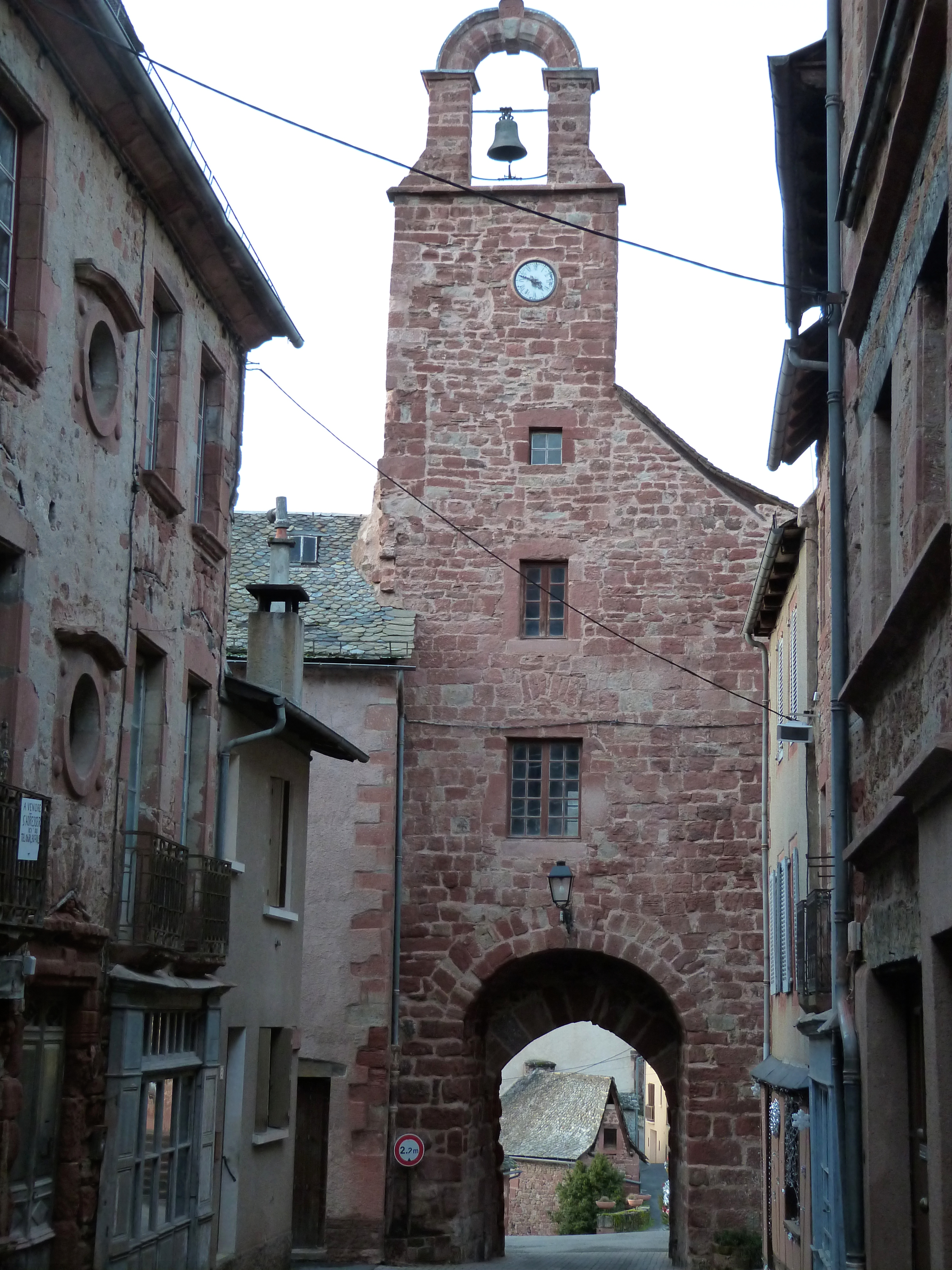
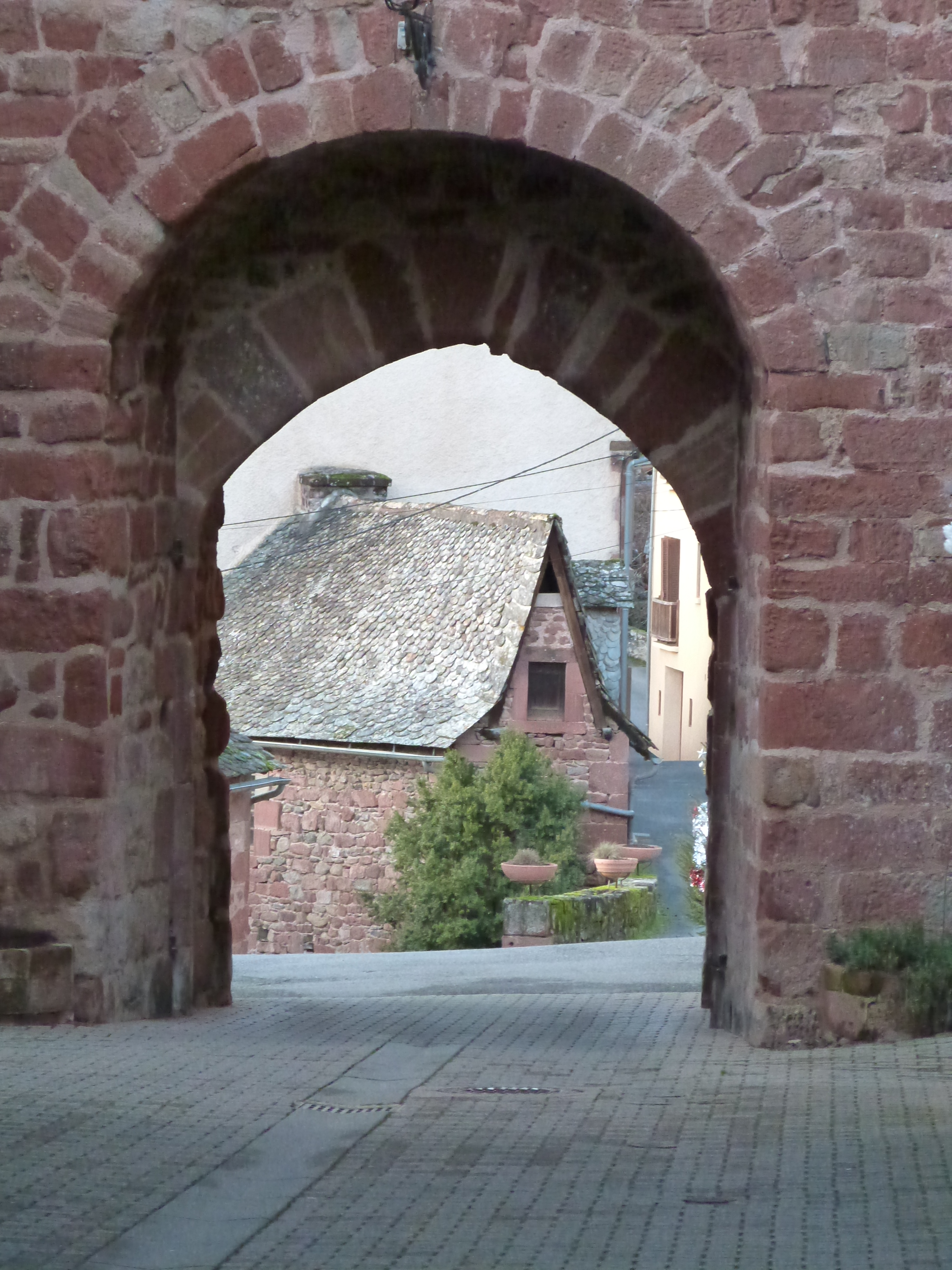
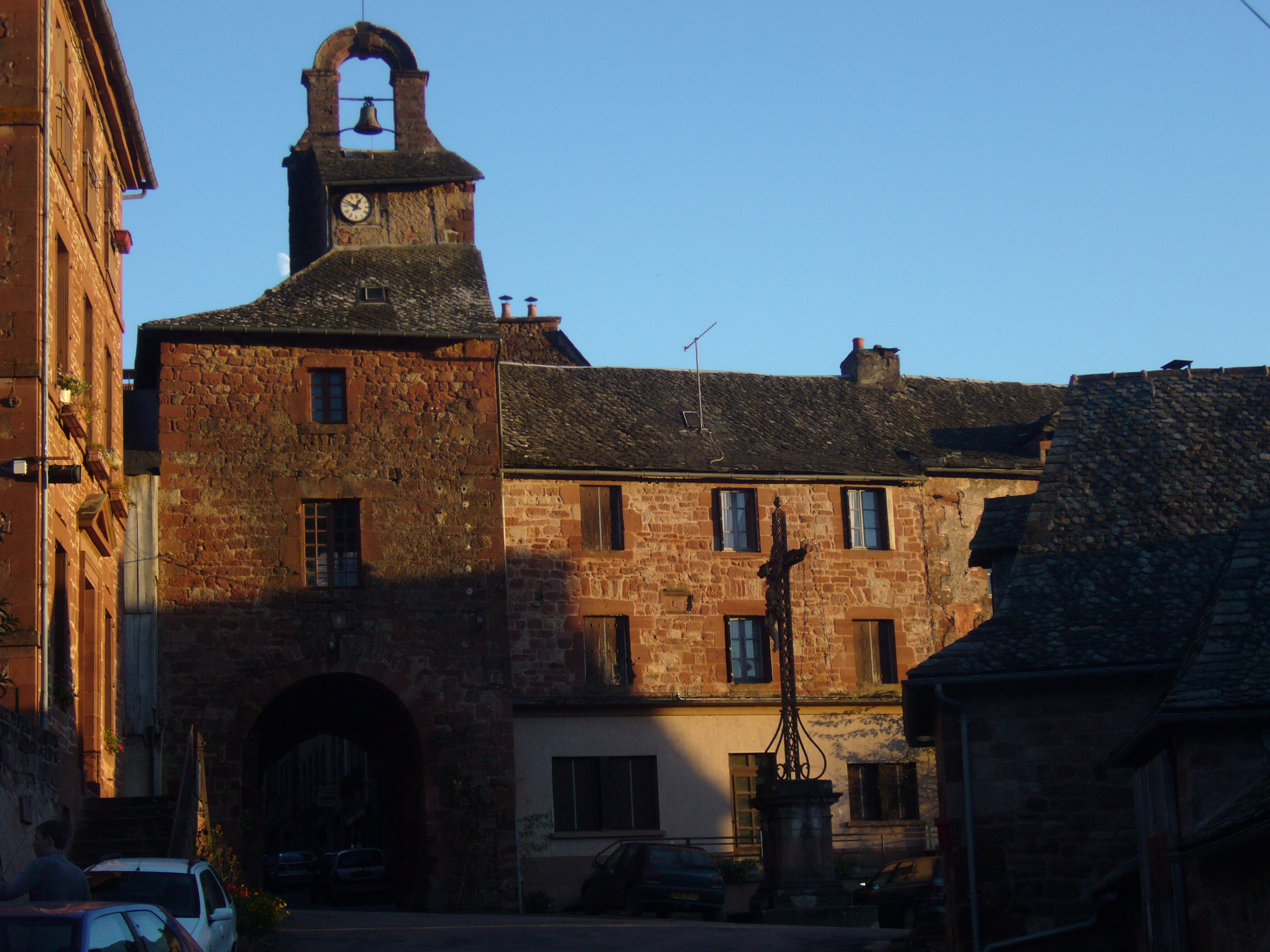
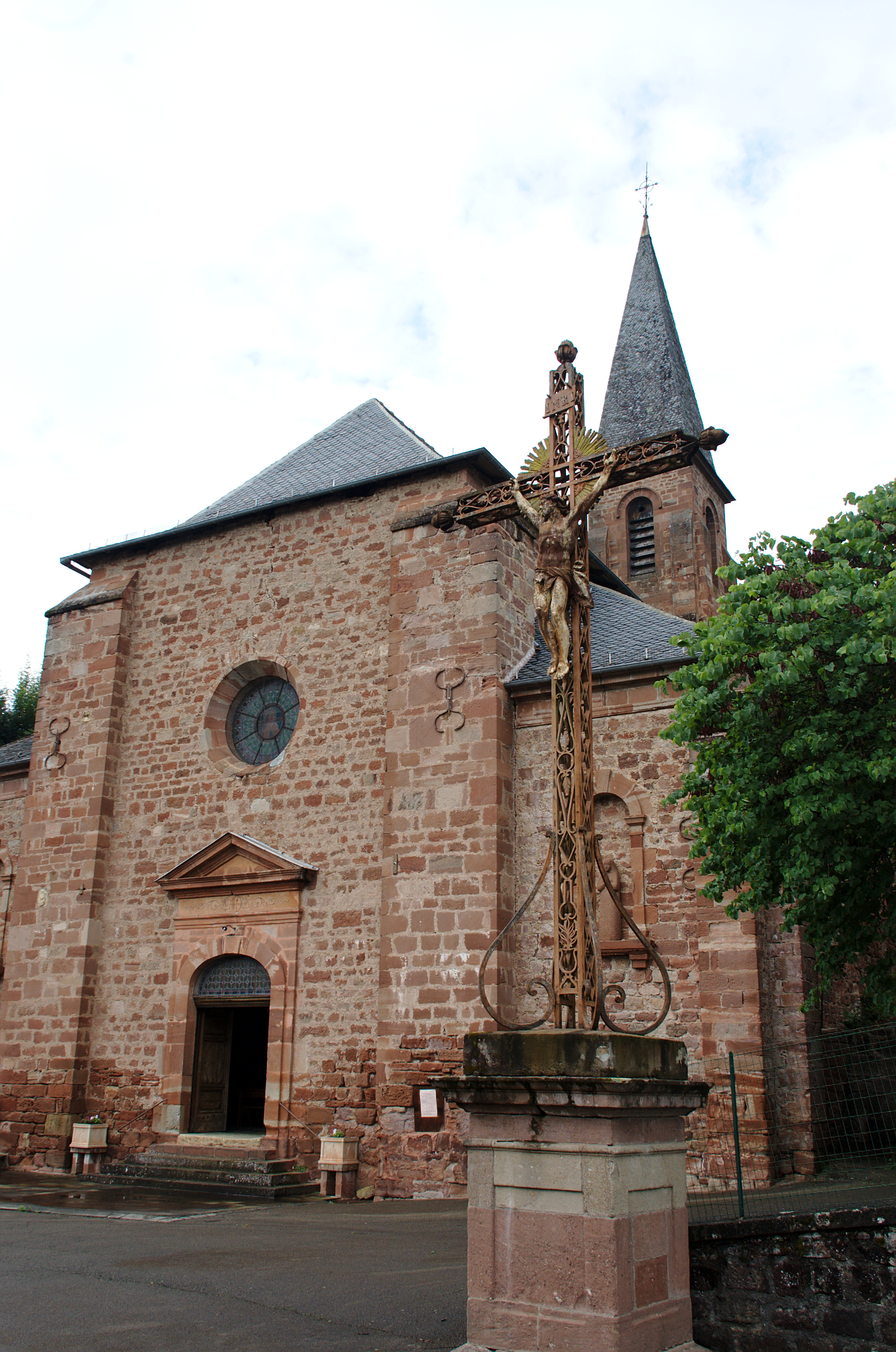
L'église

### Personnalités liées à la commune
- Joseph Marie Combes né le 14 août 1793 et mort le 31 décembre 1867 à Villecomtal, curé de la paroisse de Saint-Amans à Rodez, il est député de l'Aveyron de 1849 à 1851, siégeant à droite.
- Clémence Dufresne, peintre.
- Famille de Blanc de Guizard.
- Louis de Guizard (1797-1879), préfet et député de l'Aveyron né à Villecomtal.
- Famille Delpech de Frayssinet.
- Eliette Fau, mémoire de son temps.

### Héraldique
| Blason de Villecomtal | Blason  | De gueules au léopard lionné d'or.                                                                                                |
| Blason de Villecomtal | Détails | Armes (qui sont aussi celles du département) du comte Henri II de Rodez qui fonda la ville vers 1295. Adopté par la municipalité. |